# W52 (核弾頭)
W52はアメリカ合衆国が開発した核弾頭。アメリカ陸軍のMGM-29 サージェント弾道ミサイル向けである。
熱核弾頭であり、ロスアラモス国立研究所で開発された。サイズは直径24インチ、長さ56.7インチ、重量950ポンド。核出力は200ktであるが、1963年に行なわれた試験ではサブタイプmod1およびmod2は予定出力に達せず、mod3のみが予定出力を記録した。1962年から1966年にかけて300発の生産が行なわれた。1978年までに退役している。
共通核分裂装置としてW30と同じくBoaプライマリーを用いていると推測されている。